# Сосновка (Малинский район)
Сосновка (укр. Соснівка) — село на Украине, основано в 1920 году, находится в Малинском районе Житомирской области.
Код КОАТУУ — 1823480813. Население по переписи 2001 года составляет 44 человека. Почтовый индекс — 11600. Телефонный код — 4133. Занимает площадь 0,322 км².

## Адрес местного совета
11651, Житомирская область, Малинский р-н, с. Горынь